# Keresztelő Szent János patriarchális sztavropegikus kolostor

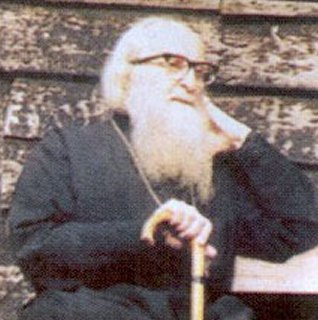
Essex-i Szent Sophrony

A Keresztelő Szent János patriarchális sztavropegikus kolostor egy szerzetesi közösség, amely közvetlenül az Ökumenikus Patriarchátus alá tartozik. Az angliai Tolleshunt Knightsban található, Maldon közelében, Essex megyében.
Essex-i Szent Sophrony  alapította 1958-ban hat különböző nemzetiségű szerzetessel. 1965-ben a kolostor az Ökumenikus Patriarchátus közvetlen fennhatósága alá került.
A közösség egy kettős kolostor, ahol szerzetesek és apácák külön lakónegyedekben élnek és szolgálnak. Ez ritka az ortodox szerzetességben. 

## Történelem
A patriarchális sztavropegikus Keresztelő Szent János kolostor nagyrészt Essex-i Szent Sophrony személyével alakult. Az Athos-hegyről való távozása után, ahol Szent Silouan tanítványa volt, Párizsba költözött, egy orosz öregek otthonában, ahol egy papnak nyújtott segítséget. Hamarosan két férfi kereste fel Szent Sophronyt, akik a szerzetesi életre vágytak. Ők is az otthonba költöztek, liturgikus könyvek hiányában a Jézus-imát ismételték, és az idősek maradékát ették. Ebben az időben néhány apáca is lakott az otthonban. 
1958-ra már hat szerzetesi életre vágyó ember élt Szent Sophrony közelében. Felismerte, hogy ez a helyzet nem folytatódhat, elment a Tolleshunt Knightsba, Maldon közelében, Essexben, Angliában, hogy megvizsgáljon egy ingatlant. 1959 elején ebben az ingatlanban meg is alakult a Keresztelő Szent János közösség Anthony metropolita omophorionja alatt. A kolostornak a kezdetektől fogva szerzetesei és apácái egyaránt voltak, mivel Sophrony atya nem tudta másképpen megoldani a két közösség felügyeletét. 
A Keresztelő Szent János-kolostor 1965-ben az Ökumenikus Patriarchátus omoforionja alá került, és patriarchálissá vált. Később a kolostor Stavropegic címet is megkapta.

### Szent Sophrony halála
A kolostort arról tájékoztatták, hogy csak egy földalatti kripta létrehozásával temetkezhetnek, amelyet el is kezdtek építeni, és amelyről Szent Sophrony azt mondta, hogy addig nem fog meghalni, amíg a kripta el nem készül. Miután megtudták a várható befejezési dátumot, 1993. július 12-ét, Sophrony atya kijelentette, hogy „készen fog állni”. Szent Sophrony július 11-én hunyt el; temetését pedig három nappal később tartották, amelyre a világ minden tájáról érkeztek. Erzsébet anya, a legidősebb apáca nem sokkal ezután, július 24-én hunyt el, pontosan úgy, ahogyan azt Sophrony atya korábban kijelentette: ő hal meg először, az anya pedig nem sokkal utána. 

## Nevezetes lakosok
- Sophrony Sakharov, alapító

## Fordítás
Ez a szócikk részben vagy egészben  a   Patriarchal Stavropegic Monastery of St John the Baptist című angol Wikipédia-szócikk ezen változatának fordításán alapul.  Az eredeti cikk szerkesztőit annak laptörténete sorolja fel. Ez a jelzés csupán a megfogalmazás eredetét és a szerzői jogokat jelzi, nem szolgál a cikkben szereplő információk forrásmegjelöléseként.